# Калифорнија
Калифорнија (енгл. California) је држава на западној обали САД. По површини је на трећем, а по броју становника на првом месту међу државама САД. Граничи се са америчким државама Орегоном на северу, Невадом на истоку, Аризоном на југоистоку, и мексичком државом Доњом Калифорнијом на југу. Протеже се око 1.300 km у правцу север-југ и око 400 км у правцу исток-запад. На међусобној удаљености од 137 km налазе се Маунт Витни и Долина смрти, највиша и најнижа тачка међу 48 континенталних држава САД. После Аљаске и Флориде, Калифорнија има трећу по дужини обалу у САД.
Сакраменто је главни град државе од 1854. године. Подручје данашње Калифорније првобитно су настањивала индијанска племена. Први Европљани на овом подручју били су Шпанци. Хуан Кабриљо је током 1542. и 1543. допловио до обале Калифорније и прогласио је шпанском територијом. Хуниперо Сера је 1769. основао прву мисију на подручју данашњег Сан Дијега. У то време ово подручје се звало Горња Калифорнија (шп. Alta California) и било је део Вицекраљевствa Нова Шпанија. Након што се Мексико изборио за независност од Шпаније 1821. Горња Калифорнија је постала део Мексичког царства, да би након Мексичко-америчког рата 1848. постала део САД. Држава САД је постала 9. септембра 1850, као 31. чланица.
Откриће злата у Калифорнији 1848. подстакло је „златну грозницу” и огромне друштвене и демографске промена, праћене великим миграцијама становништва са истока земље и наглим привредним успоном.
Разноврсни рељеф карактерише Калифорнију. На истоку су планине Сијера Невада, на западу је обала Тихог океана, на северозападу су шуме секвоје, док је на југоистоку пустиња Мохаве. Земљотреси су чести због положаја државе дуж Пацифичког ватреног појаса. Око 37.000 земљотреса се забележи сваке године, али већином су слабог интензитета. Ипак, Калифорнија су погађали озбиљни земљотреси, а најразорнији су били у Сан Франциску 1906. и 1989. и у Лос Анђелесу 1994.

## Етимологија
Реч Калифорнија првобитно се односила на цео регион састављен од Баја Калифорније полуострва у Мексику, садашњих америчких држава Калифорније, Неваде, Јуте и, делова Аризоне, Новог Мексика, Тексаса и Вајоминга.
Верује се да је име Калифорнија потекло из измишљеног раја у коме живе Црни Амазонци којима влада краљица Calafia. Царство краљице Калафије је било острво где су живели грифони и друге чудне звери, и била је богата златом.

## Географија
Калифорнија је трећа по величини држава САД, након Аљаске и Тексаса.
У средини лежи Калифорнијска централна долина, омеђена приморским планинским венцима на западу, Сијера Невада на истоку, и Каскадским планинама на северу и планине Техечепи југу. Централна долина је пољопривредно срце унутрашњости Калифорније. Подељена је на два дела делтом Сакрамента и Сан Хоакина. У северном делу, долина Сакрамента обухвата слив реке Сакраменто, док јужни део, долина Сан Хоакина, представља слив реке Сан Хоакин. Реке Сакраменто и Сан Хоакин су довољно дубоке да чак и неки градови у унутрашњости буду морске луке.
Сијера Невада (шпански за „снежни (планински) венац") обухвата и највиши врх 48 континенталних држава САД, Маунт Витни, висок 4.421 m. Овај венац обухвата и Јосемитску долину, познату по својим врховима изрезбареним ледницима, и Национални парк Секвоја, дом џиновских секвоја, највећих живих организама на земљи, и дубоко слатководно језеро Тахо, највеће језеро у држави по запремини.
Калифорнија лежи на раседу Сан Андреас, споју две тектонске плоче, због чега су у региону чести потреси.
Два велика планинска ланца пролазе Калифорнијом од североистока ка југозападу: обалске планине на западу и Сијера Невада на истоку. Тиме је земља подељена на шест делова који се физички разликују.
Између та два планинска ланца леже долине Сакраменто и Сан Хоакин које су добиле име по две главне реке и велике су око 77.000 km².
Обалски појас заузима површину од 109.000 km², а реке тог појаса су кратке, извиру у планинском подручју и имају воде само у кишном раздобљу. Најважније реке су Салинас који утиче у океан код Монтереја, Санта Марија и Санта Ана.
На истоку државе је подручје Сијера Невада велико око 100.000 km². То се подручје лагано спушта према западу, а према истоку је стрмо и сурово.
Долина ријеке Кламат је велика 20.000 km² и испресецана је дубоким кањонима.
Калифорнијски део великог базена, који се налази између ријека Колумбија и Колорадо с једне и Сијера Неваде с друге стране, његов је источни дио и простире се на површини од 50.000 km². То је исушено и дивље, разровано подручје са Долином смрти у округу Инјо.
На истоку Сијера Неваде су Овенс долина и језеро Моно, суштинско миграционо станиште птица. У западном делу државе је Clear Lake, највеће слатководно језеро по површини у Калифорнији.
Око 45% укупне површине државе је покривено шумама, и Калифорнија има највећу разноврсност борова од било које друге државе. Калифорнија има више шумског земљишта од било које друге државе, осим Аљаске. Многа дрвећа у Калифорнијској Белој планини су најстарија на свету; Bristlecone бор има старост преко 5.000 година. На југу је велико унутрашње слано језеро Солтон си. Долина смрти се налази северно од Мохаве која садржи најниже и најтоплије место у Северној Америци Badwater басен на -282 метра.
Као део ватреног појаса Пацифика, Калифорнију погађају цунамији, поплаве, суше, ветра Санта Ана, пожара, клизишта на стрмом терену, а има неколико вулкана.

### Клима
Клима је у Калифорнији уз обалу медитеранско-суптропска, а у унутрашњости степска. Подручје најсеверније обале има океанску климу. Већи део државе има медитеранску климу, са хладним, кишовитим зимама и сувим летима. Даље у унутрашњости, наилазе хладније зиме и топлија лета. Северни делови државе имају просечно више годишњих падавина него на југу.
Долина смрти, пустиња са великим пространствима испод нивоа мора, сматра се за најтоплије место на свету“ највиша температура у свету (57 °C), је тамо забележен 10. јула 1913. Најнижа температура у Калифорнији била је -45° (-43 °C) 1937 у Боки.

### Флора и фауна
Калифорнија има неколико суперлатива у својој колекцији флоре: Највеће дрвеће, највише дрвеће, и најстарије дрвеће.
Има разне врсте кактуса.
Од биљака ту су патуљасти пустињски мак, нана, Калифорнијски мак –државни цвет.
Тарнбарк храст, Калифорнијски ловор, шећерни бор, широколисни јавор такође расту овде.
Шумски подови су покривени папрати, лалама, љиљанима, дивљим рибизлама.
У пустињама у доњој зони Соноран, сисаре укључују зец, пацов, и опосум. Уобичајени птице укључују сову, и разне врсте сокола. Од гмизаваца ту су:пустињска корњача, рогата жаба.
Горњи Соноран има сисаре као што су антилопе, мачке са прстенастим репом. Птица јединствена у овој зони је Калифорнијски кондор.
У зони транзиције, постоје колумбијски црнорепи јелен, црни медвед, сива лисица, кугуар, и Рузвелт лос. Гмизавци као што су змије и звечарке насељавају зону. Птице као што су водомар и колибри напредовали су овде.
Од априла 2003, 118 Калифорнијских животиња биле су на федералном списку угрожених; 181 биљка је наведена као угрожена. У угрожене животиње спадају Сан Хоакин лисица, планински дабар, пољски миш, Моро Бај кенгур. Једанаест врста лептира је такође угрожено и два која су угрожена су на савезној листи.

## Демографија
| 1900.     | 1910.     | 1920.     | 1930.     | 1940.     | 1950.      | 1960.      | 1970.      | 1980.      | 1990.      | 2000.      | 2010.      | 2020.      |
| --------- | --------- | --------- | --------- | --------- | ---------- | ---------- | ---------- | ---------- | ---------- | ---------- | ---------- | ---------- |
| 1.485.053 | 2.377.549 | 3.426.861 | 5.677.251 | 6.907.387 | 10.586.223 | 15.717.204 | 19.953.134 | 23.667.902 | 29.760.021 | 33.871.648 | 37.253.956 | 39.538.223 |

Калифорнија је други највећи насељених-поднационалном ентитет у западној хемисфери и Америци. Поред тога, Калифорнија је дом за осам од најмногољуднијих градова у САД: Лос Анђелес (2.), Сан Дијего (8.), Сан Хозе (10.), Сан Франциско (13.), Фрезно (34.), Сакраменто (35.). Број становника је 39.538.223 (2020), а густина насељености 97,95/km².

### Језик
Од 2020, 56,11% (20.725.855) Калифорнијских становника старости од 5 и старији говоре енглески код куће као примарни језик, док 28,32% (10.462.968) говори шпански, 9,96% (3.677.164) Азијиски и Пацифички језик, 4,54% (1.679.265) други индо-европски језик и 1,06% други језик. Укупно, 43,89% (16.211.086) Калифорнијског становништва старости од 5 и старији говоре матерњи језик уместо енглеског. Калифорнија има више од 100 аутохтоних језика, што Калифорнију чини једном од најзначајнијих језичких подручја на свету. Сви аутохтони језици у Калифорнији су угрожени, иако сада постоје напори ка ревитализацији језика. Званични језик у Калифорнији је енглески.

### Расе
Према Цензус Бироу у 2011:
- 74,0% белци
- 13,6% азијати
- 6,6% црнци
- 1,7% индијанци
- 3,6% расно мешовити
- 0,5% хавајци
- 38,1% Шпанци
- 61,9% популације нису Шпанци (било које расе)

### Религија
Највеће верске деноминације по броју присталица као проценат популације у Калифорнији,2008 су католичка црква са 31%, Евангелистичка са 18%. Друге религије: 0,5% муслиманска, 1% хинду и 2% будистичка.

### Највећи градови
- Лос Анђелес-Са популацијом од 4.065.585 Лос Анђелес је један од светских центара медија, бизниса, и међународне трговине. Лос Анђелес (са Холивудом) води свет у производњи популарне забаве, као што су телевизија и музика.
- Сан Дијего-"Најбољи град Америке“, Сан Дијего се налази на граници са Мексиком. Такође је познат као „родно место Калифорнији“, јер је то било и прво европско насеље у данашњој Калифорнији.
- Сан Франциско- Сан Франциско је рангиран 44. од најбољих туристичких дестинација у свету, и био шести најпосећенији град у Сједињеним Америчким Државама у 2011. Такође је примарни банкарски и финансијски центар.
- Фресно-Фресно је у срцу Сан Хоакин долине, водеће пољопривредне површине САД и света. Фресно је највећи град у унутрашњости Калифорније.

Сакраменто је главни град Калифорније од 1854. године. Некада град други по величини у држави, био је центар током Калифорнијске Златне грознице. За време тржишног бума између 2003 и 2008 број становника у градском подручју достигао је близу 2,5 милиона људи.
Према попису из 2010, Сакраменто је деветнаесто највише насељено градско подручје у Сједињеним Државама.
| Извор: Амерички федерални биро за статистику | Извор: Амерички федерални биро за статистику | Извор: Амерички федерални биро за статистику | Извор: Амерички федерални биро за статистику | Извор: Амерички федерални биро за статистику | Извор: Амерички федерални биро за статистику | Извор: Амерички федерални биро за статистику | Извор: Амерички федерални биро за статистику | Извор: Амерички федерални биро за статистику | Извор: Амерички федерални биро за статистику |
|                                              | №                                            | Град                                         | Округ                                        | Популација                                   | №                                            | Град                                         | Округ                                        | Популација                                   |                                              |
| -------------------------------------------- | -------------------------------------------- | -------------------------------------------- | -------------------------------------------- | -------------------------------------------- | -------------------------------------------- | -------------------------------------------- | -------------------------------------------- | -------------------------------------------- | -------------------------------------------- |
| Лос Анђелес Сан Дијего                       | 1.                                           | Лос Анђелес                                  | Округ Лос Анђелес                            | 4.065.585                                    | 11.                                          | Санта Ана                                    | Округ Оринџ                                  | 324.528                                      | Сан Хозе Сан Франциско                       |
| Лос Анђелес Сан Дијего                       | 2.                                           | Сан Дијего                                   | Округ Сан Дијего                             | 1.301.617                                    | 12.                                          | Риверсајд                                    | Округ Риверсајд                              | 303.871                                      | Сан Хозе Сан Франциско                       |
| Лос Анђелес Сан Дијего                       | 3.                                           | Сан Хозе                                     | Округ Санта Клара                            | 945.942                                      | 13.                                          | Стоктон                                      | Округ Сан Хоакин                             | 291.707                                      | Сан Хозе Сан Франциско                       |
| Лос Анђелес Сан Дијего                       | 4.                                           | Сан Франциско                                | Сан Франциско                                | 805.235                                      | 14.                                          | Чула Виста                                   | Округ Сан Дијего                             | 243.916                                      | Сан Хозе Сан Франциско                       |
| Лос Анђелес Сан Дијего                       | 5.                                           | Фрезно                                       | Округ Фрезно                                 | 494.665                                      | 15.                                          | Фримонт                                      | Округ Аламида                                | 214.089                                      | Сан Хозе Сан Франциско                       |
| Лос Анђелес Сан Дијего                       | 6.                                           | Сакраменто                                   | Округ Сакраменто                             | 466.488                                      | 16.                                          | Ервајн                                       | Округ Оринџ                                  | 212.375                                      | Сан Хозе Сан Франциско                       |
| Лос Анђелес Сан Дијего                       | 7.                                           | Лонг Бич                                     | Округ Лос Анђелес                            | 462.257                                      | 17.                                          | Сан Бернардино                               | Округ Сан Бернардино                         | 209.924                                      | Сан Хозе Сан Франциско                       |
| Лос Анђелес Сан Дијего                       | 8.                                           | Оукланд                                      | Округ Аламида                                | 390.724                                      | 18.                                          | Модесто                                      | Округ Станислаус                             | 201.165                                      | Сан Хозе Сан Франциско                       |
| Лос Анђелес Сан Дијего                       | 9.                                           | Бејкерсфилд                                  | Округ Керн                                   | 347.483                                      | 19.                                          | Окснард                                      | Округ Вентура                                | 197.899                                      | Сан Хозе Сан Франциско                       |
| Лос Анђелес Сан Дијего                       | 10.                                          | Анахајм                                      | Округ Оринџ                                  | 336.265                                      | 20.                                          | Фонтана                                      | Округ Сан Бернардино                         | 196.069                                      | Сан Хозе Сан Франциско                       |

## Привреда
Пољопривреда је важан сектор у Калифорнијској привреди. У 2008 81,500 фарми и салаша Калифорније генерисали су 36,2 милиона долара. У 2011, тај број је порастао на 43,5 милијарди долара. Према УСДА у 2011, три највећа Калифорнијска пољопривредна производа по вредности су била млеко и павлака, бадем и грожђе.
Туризам у Калифорнији је веома напредан. Лос Анђелес и Сан Франциско су једни од најпосећенијих градова на свету. Такође Секвоја национални парк и Дизниленд су важна туристичка места у Калифорнији.

### Саобраћај
Што се тиче саобраћаја, Калифорнија је позната по гужвама у саобраћају. Најпознатији мост у Калифорнији је Голден гејт у Сан Франциску. Својом наранџастом бојом и панорамским погледом на залив, овај аутопут мост је популарна туристичка атракција и такође је прилагођена за пешаке и бициклисте. Међународни аеродром Лос Анђелес (ЛАКС), је 6. најпрометнији аеродром у свету.

## Политика и администрација
Калифорнија има идиосинкратску политичку културу у односу на остатак земље. Калифорнија је била друга држава по реду која је легализовала абортус, а једина држава која је забранила брак за геј парове. Тренд државе према Демократској странци, а даље од Републиканске странке може се видети у државним изборима. Од 1899 до 1939, Калифорнија је имала републиканске гувернере. Од 1990, Калифорнија је генерално бирала демократске кандидате за савезне, државне и локалне канцеларије, укључујући и текућег гувернера Џерија Брауна. Демократе такође сада имају већину у оба дома државног законодавног тела. Тренутно има 56 демократа и 24 републиканца у Скупштини; и 26 демократа и 12 републиканца у Сенату. Тренд Демократске странке је најочигледнији у председничким изборима, републиканци нису освојили Калифорнијске изборе од 1988. У принципу, Демократска снага је центрирана у милионских приобалним регионима Лос Анђелеса, градском подручју и Сан Франциско Беју. Републиканска снага је још увек највећа у источним деловима државе.

### Гувернер
Гувернер Калифорније је шеф државне владе Калифорније, чије одговорности укључују годишње обраћање о стању државе Скупштини Калифорније, предлагање буџета, и старање да се државни закони спроводе. До сада је било 39 гувернера; многи од њих су били утицајни широм Сједињених Држава и у областима које немају никакве везе са политиком. Лиланд Станфорд је основао Универзитет Станфорд 1891. године. Ерл Ворен, касније Председник Врховног суда Сједињених Држава, је победио на изборима као кандидат три главне партије - једини кандидат у историји Калифорније који практично није имао противника. Роналд Реган, који је био председник глумачке гилде и касније председник Сједињених Држава, као и Арнолд Шварценегер су стекли славу као глумци. Греј Дејвис је био први гувернер у Калифорнији и други гувернер у америчкој историји, који је опозван од стране гласача. Најдужи мандат је имао Ерл Ворен, који је биран три пута и служио скоро десет година. Најкраћи мандат је имао Милтон Лејтам, који је служио само пет дана пре него што је дао оставку јер је постао сенатор. Тренутни гувернер је Џери Браун, који је претходно служио на истој дужности од 1975. до 1983. Он је син бившег гувернера Пета Брауна, чији мандат је трајао од 1959. до 1967.

## Спорт
У Калифорнији најпопуларнији спортови су кошарка, амерички фудбал и бејзбол. Голден Стејт вориорси је кошаркашки клуб из Оукланда који се такмичи у НБА лиги у дивизији Пацифик. Вориорси своје утакмице играју у Оракл арени. У Сан Франциско су прешли 1962. и постали Сан Франциско вориорси, а име Голден стејт вориорси узели су у сезони 1971/72. Освојили су четири НБА шампионата. Последњу титулу су освојили 2015. победивши у финалу Кливленд кавалирсе. У лиги се такмичи још НБА клубова са територије Калифорније: Сакраменто кингси, Лос Анђелес клиперси и Лос Анђелес лејкерси који су 16 пута били шампиони.
Сан Франциско фортинајнерси су професионални тим америчког фудбала са седиштем у Сан Франциску. Клуб утакмице као домаћин игра на стадиону Кендлстик парк. Такмичи се у НФЦ-у у дивизији Запад. „Фортинајнерси“ су пет пута били прваци НФЛ-а, последњи пут 1994.